# 麗頰副軟口魚
麗頰副軟口魚（學名：Parachondrostoma arrigonis）為輻鰭魚綱鯉形目雅羅魚科副軟口魚屬的一個種，被IUCN列為極危保育類動物，分布於歐洲西班牙Jucar河流域，本魚體延長且側扁，口鼻部鈍，側線有41-50枚鱗片，尾柄狹長、16-23個鰓耙，通常有6-5顆咽齒，體色銀色，體長可達25公分，棲息在水流湍急的溪流，成群活動，屬雜食性魚類，主要以藻類和小型無脊椎動物為食，繁殖期在三至五月，通常會沿著它所棲息的河道逆流而上，尋找淺水區的礫石和巨石以及氧氣充足的水域來產卵和受精，該物種因棲地破壞和外來種入侵造成數量減少。